# Monte Corona
Monte Corona är ett berg i Spanien.   Det ligger i provinsen Provincia de Las Palmas och regionen Kanarieöarna, i den sydvästra delen av landet, 1 500 km sydväst om huvudstaden Madrid. Toppen på Monte Corona är 609 meter över havet, eller 238 meter över den omgivande terrängen. Bredden vid basen är 2,5 km. Monte Corona ligger på ön Lanzarote. Det ingår i Los Morros de Hacha Chica.
Terrängen runt Monte Corona är kuperad västerut, men österut är den platt. Havet är nära Monte Corona åt nordväst. Runt Monte Corona är det ganska glesbefolkat, med 38 invånare per kvadratkilometer. Närmaste större samhälle är Teguise, 16,0 km sydväst om Monte Corona. Omgivningarna runt Monte Corona är i huvudsak ett öppet busklandskap.